# Gasteria nitida
Gasteria nitida är en grästrädsväxtart som först beskrevs av Salm-dyck, och fick sitt nu gällande namn av Adrian Hardy Haworth. Gasteria nitida ingår i släktet Gasteria och familjen grästrädsväxter.

## Underarter
Arten delas in i följande underarter:
- G. n. armstrongii
- G. n. nitida

## Bildgalleri

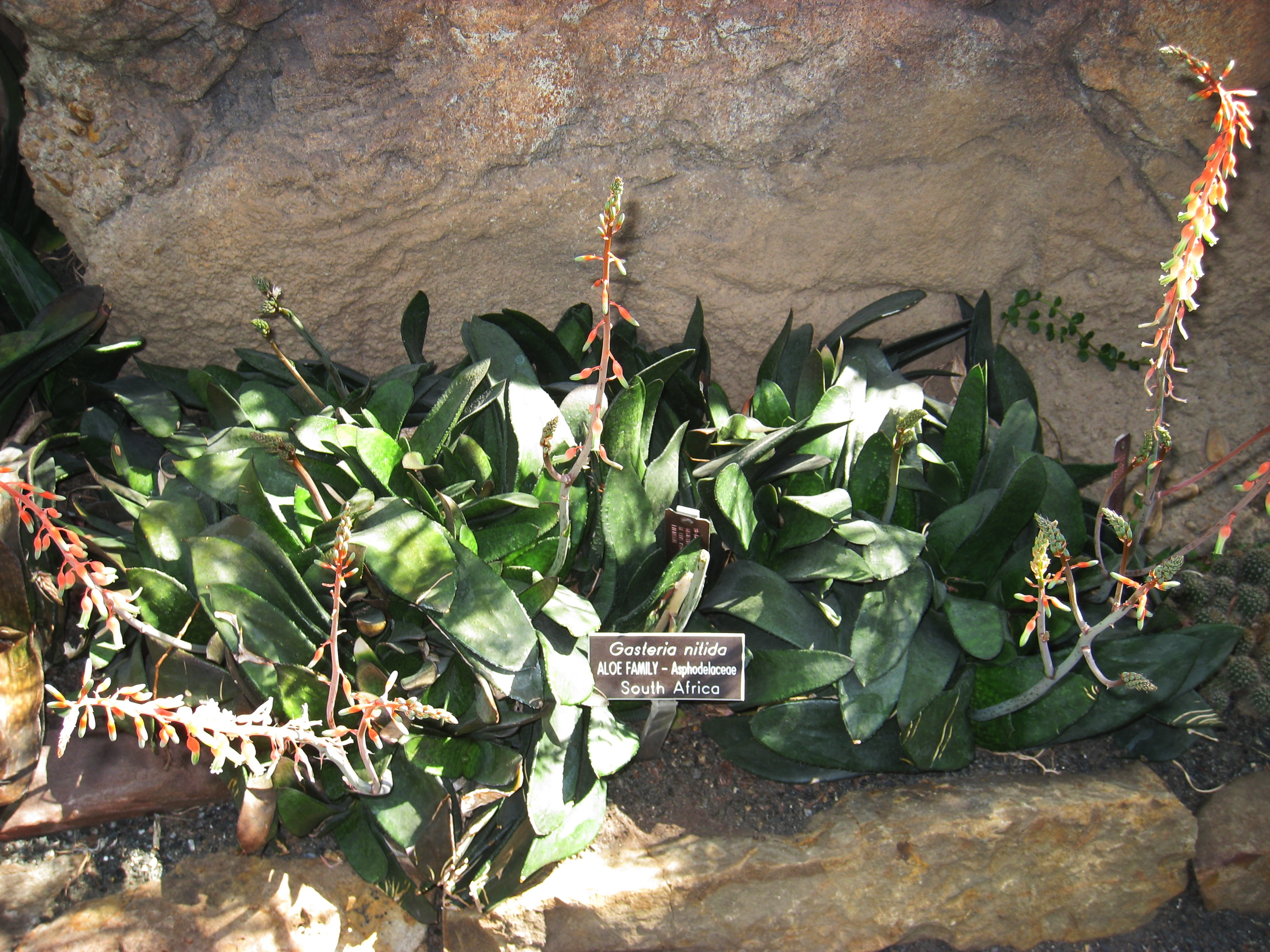
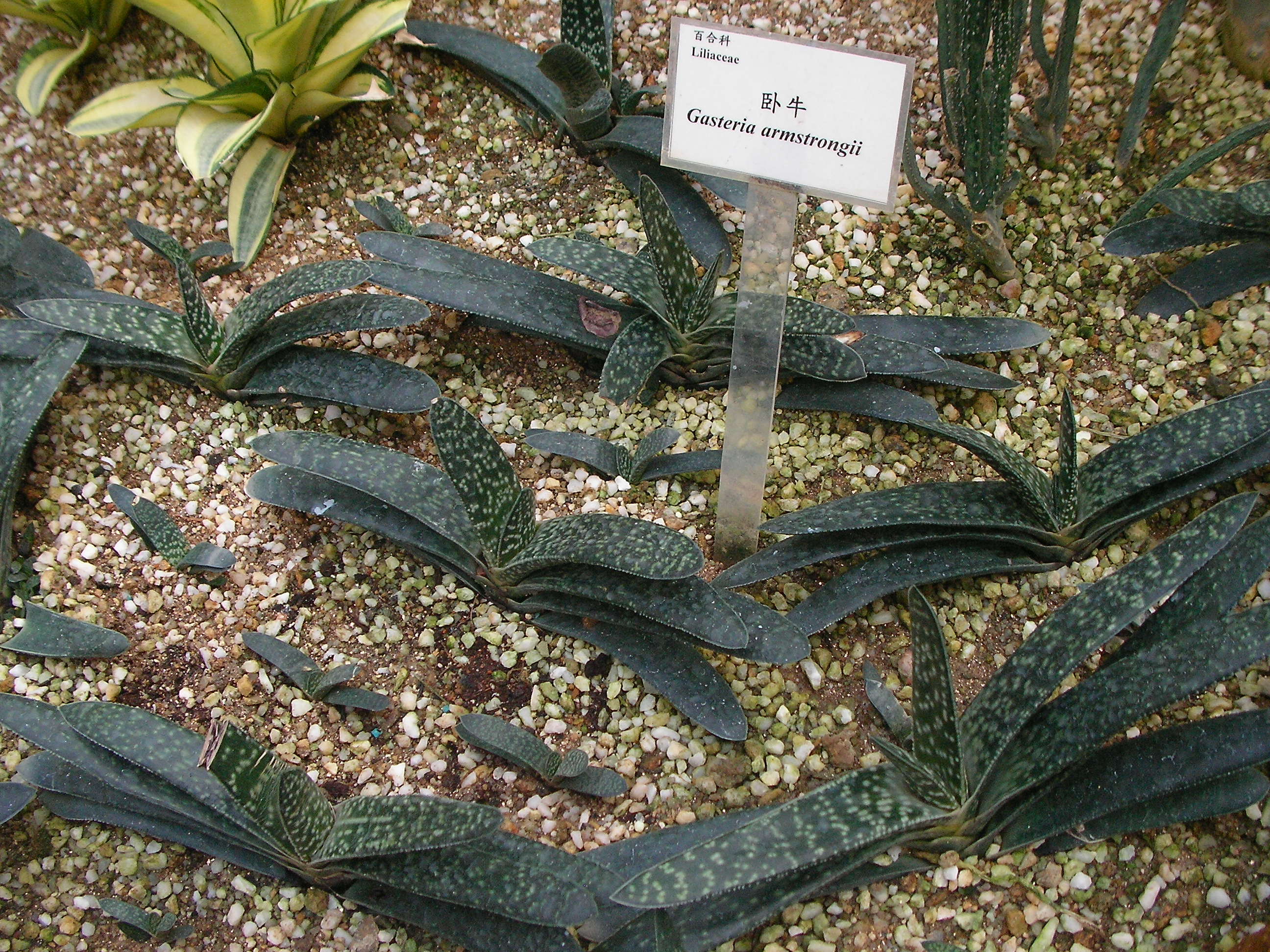
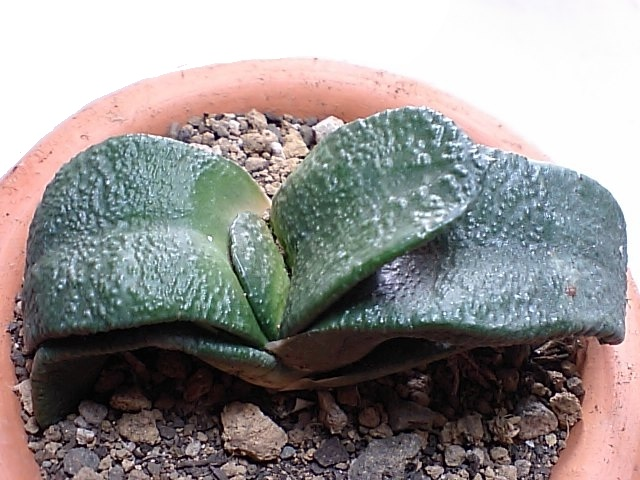
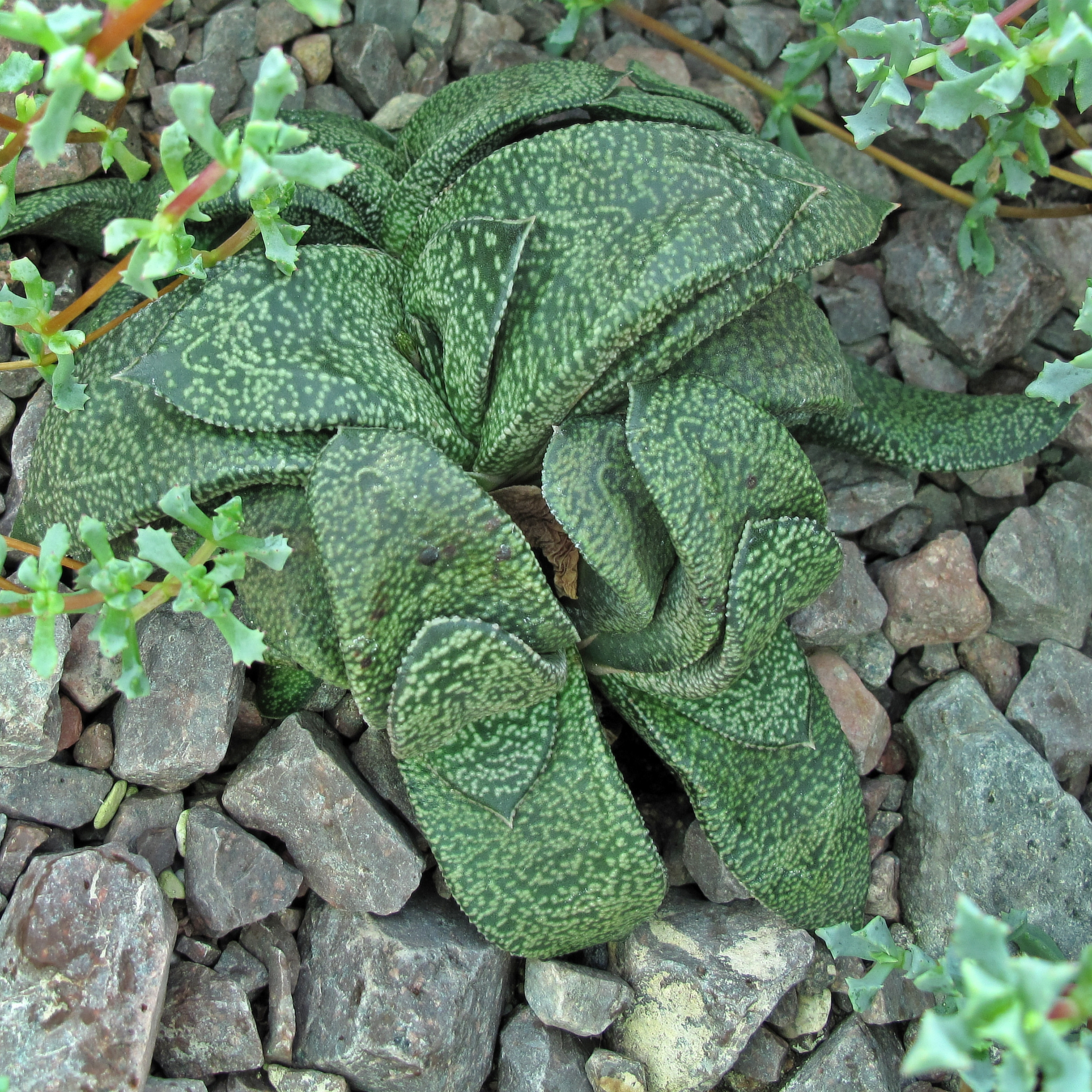